# James Wani Igga
James Wani Igga (Krillo, 1949) é um militar, economista e político do Sudão do Sul.
Ele foi vice-presidente do país entre 25 de agosto de 2013 e 26 de abril de 2016, após a demissão de Riek Machar. Anteriormente, foi um comandante do Movimento de Libertação do Povo do Sudão (SPLM) e depois presidente do Parlamento.